# Zambosi
Zambosi (španjolski: zambo, portugalski: cafuzo), mješanci američkih domorodaca Indijanaca i crnaca dovedenih iz Afrike na američki kontinent. Najviše ih živi u Latinskoj Americi, osobito u Venezueli, Kolumbiji, Ekvadoru, Peruu i Urugvaju. Ukupno ih ima oko 801 000. Danas se uglavnom služe španjolskim jezikom i mahom su rimokatoličke vjeroispovijesti.

## Poznati zambosi
- Jorge Artel